# Axim

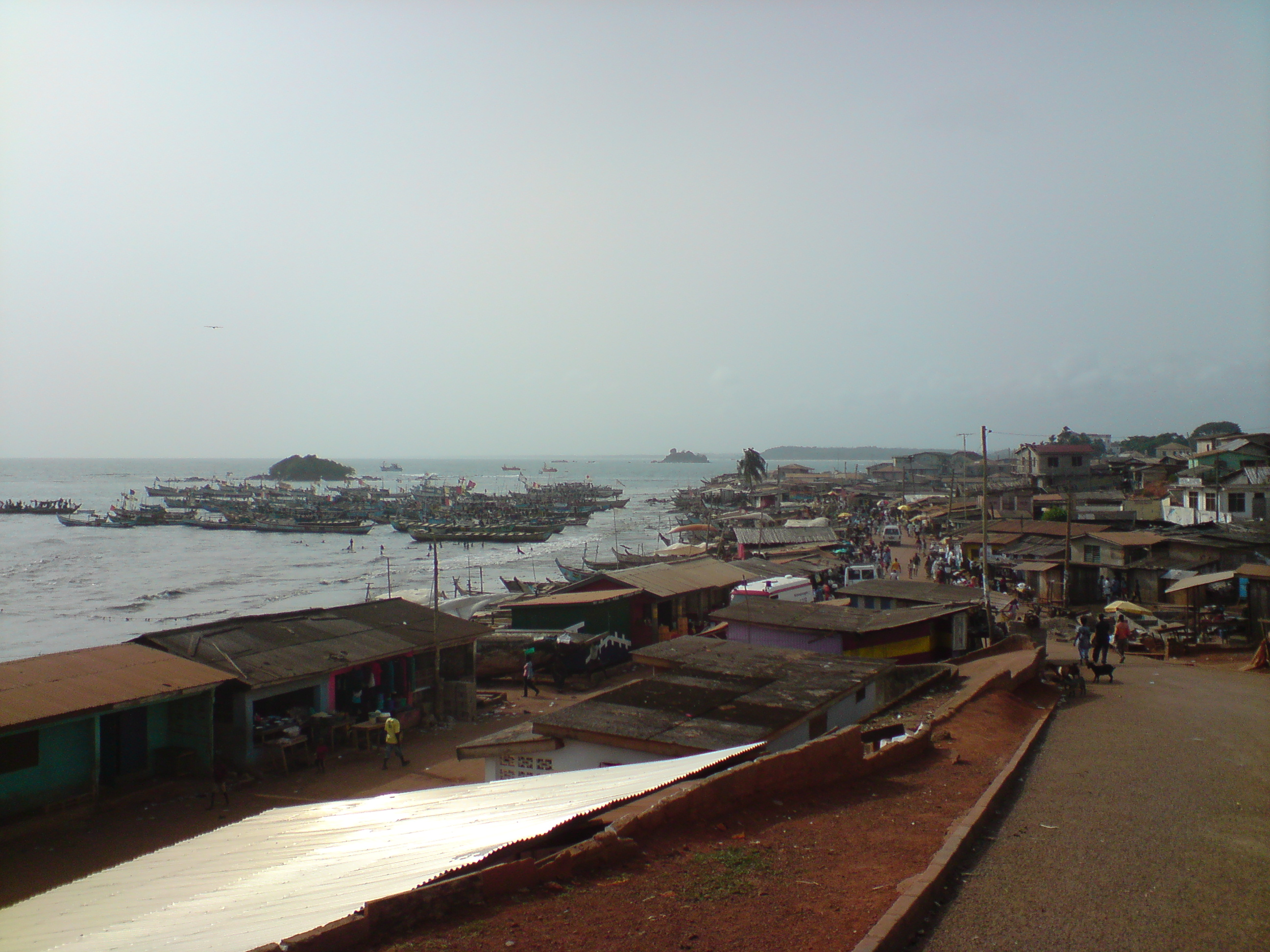
Axim.

Axim är en kuststad i Ghana. Axim ligger 63 kilometer väster om hamnstaden Takoradi, söder om kustvägen till Elfenbenskusten. Folkmängden uppgick till 20 655 invånare vid folkräkningen 2010. Orten var tidigare huvudstad i kungariket Axim, och är numera huvudort för distriktet Nzema East. Santo Antonio-fortet i Axim är det näst äldsta fortet i subsahariska Afrika, byggt 1515 av portugiser.
Ekonomin domineras av fiske, turism, kokosnötter och gummiplantage. I augusti månad varje år hålls även Kundumfestivalen som sammanfaller med den bästa fisketiden. Många resande, även från grannländerna, kommer för att delta i festligheterna samt för att fiska och driva handel.
Axim räknas som den regnigaste platsen i Ghana, med cirka 2 000 mm regn om året.